# Діназ (стадіон, Лютіж)
«Діназ» — футбольний стадіон в с. Лютіж, Вишгородського району, Київської області, домашня арена ФК «Діназ».
Футбольне поле зі штучним покриттям, відповідає сучасним стандартам УЄФА.
Освітлення поля — 4 опори, 16 прожекторів. Стадіон з біговою доріжкою. Роздягальні для спортсменів (укомплектовані туалетами, душовими, місцями для зберігання одягу тощо) на 40 осіб.